# アイルー
アイルー (AIROU) は、カプコンのハンティングアクションゲーム『モンスターハンターシリーズ』に登場する架空の獣人で、ネコに近い容姿をしている。亜種にメラルーがいる。
アイルーたちを主人公としたスピンオフ作品にモンハン日記 ぽかぽかアイルー村シリーズがある。
AIROU FROM THE MONSTER HUNTERとして単独のキャラクター展開も行われているほか、宝島社のブランドムックにも取り上げられている。

## モンスターハンターシリーズ
【食雑目 アイルー科 全長：約39cm 全高：約116cm 足の大きさ：約13cm】
モンスターとして登場する一方で、人間の言葉を学習し喋る（語尾が「ニャ」となることが多い）者もおり、一部は人類と街や村で共生している。なお、モンスターとして登場しているアイルーとメラルーはネコの鳴き声をあげているだけのように見えるが、実際はアイルー独自の言語で喋っているという設定で、人間社会にいるものたちは自力で人間の言語を学習したバイリンガルである。
ハンターギルドに所属しているアイルーは、クエストやモガの森で力尽きたハンターを荷車でキャンプまで運ぶ救助隊を担っている。
『モンスターハンター ポータブル』以降、キッチンアイルーとしてハンターのステータスにさまざまな一時的効果をもたらす食事係を担うようになった。『モンスターハンターポータブル 2nd』では板前バージョンも登場。モンスターハンター ポータブルシリーズではネコバァがアイルーの斡旋を行っている。
ロックラックの観光協会（『モンスターハンター3』）に所属するアイルーたちは、おそろいの制服で街中のガイドを行っている。

### メラルー
アイルーの亜種として位置付けられており、様々なフィールドにモンスターとして登場する。砂漠の岩場などに巣穴を掘って群れで生活しており、ハンターの持ち物を奪うこともある。基本設定や外見はアイルーと変わらないが、常にネコピックを装備している。

### オトモアイルー
『モンスターハンター ポータブル 2nd G』より、ハンターの狩りに同行するオトモアイルーが登場している。オトモアイルーはそれぞれ性格や攻撃系統・傾向が異なり、『MHP2nd G』ではシングルプレイの際に一匹同行する。
『モンスターハンター ポータブル 3rd』ではシングルプレイの際に二匹まで同行するようになり、アイルーの武具や装備のカスタマイズが可能となった。またダウンロード特典で手に入るオトモアイルーを除き自由に名前を付けられるようになった。
『モンスターハンター4』にも登場しており、新たにネコ式火竜車などの合体技が登場する。
『モンスターハンター フロンティアG』においてはG5アップデート時にパートニャーという名称で実装されている。しかし「ラスタ」や「パートナー」といった人間のNPCハンターが充実している本作ではそれらと比較すると戦力としてはほとんど期待できない。

### キャラクター
シリーズが進むにしたがって、個別のキャラクターとして認識されているアイルー、メラルーも登場している。
トレニャー
『モンスターハンターポータブル 2nd』、『モンスターハンターポータブル 2nd G』、『モンハン日記 ぽかぽかアイルー村』、『モンハン日記 ぽかぽかアイルー村G』、『モンハン日記 ぽかぽかアイルー村DX』に登場。『モンスターハンターポータブル』シリーズではトレジャーハンターであるトレジィの弟子で、ポイントを支払うことでトレジャーを持ってきてくれる。『アイルー村』シリーズではネコバァに斡旋してもらう。採掘一筋で、スパイスとお互いが元いた村について語り合う。
ネコート
『モンスターハンターポータブル 2nd G』、『モンハン日記 ぽかぽかアイルー村』、『モンハン日記 ぽかぽかアイルー村G』、『アイルーでパズルー』、『モンハン日記 ぽかぽかアイルー村DX』に登場。『モンスターハンター ポータブル 2nd G』では村長クエスト上位の案内を担当。アニメ『モンハン日記 ぎりぎりアイルー村G』での声優は高木礼子。『アイルー村』では最後の最後に加わる村民となっており、村の仲間にした途端エンディングを迎える。『アイルー村』シリーズでは妹のイモートも登場し、「ギルド」を拡大してから10日後に村に加わって、大型モンスターとのせめぎ合いのみが揃う「通信探検クエスト」の受付嬢を務める。
さすらいのコック（ビストロ・モガのコック）
『モンスターハンター3』および『モンスターハンター3G』に登場。港町の有名レストラン（『3G』にてタンジアの港の「シー・タンジニャ」と判明）で修業を積んだ凄腕のシェフ。フランス語混じりでしゃべる。自分の料理の腕を港の外で試したくて交易船に乗せてもらったが、船酔いが酷いことが判明してやむを得ずモガの村で下船。そこで採れる優れた海の幸に目を付けて、それを使った自分のレストラン「ビストロ・モガ」を出すことにする。『モンハン日記 ぽかぽかアイルー村』および『モンハン日記 ぽかぽかアイルー村G』、『モンハン日記 ぽかぽかアイルー村DX』では同一人物と思われるキャラクターが登場しており、そちらでは「スパイス」という名前になっている。ネコバァに斡旋してもらう。
ニャイ博士
『モンスターハンター3』に登場。ロックラックの街で活動しているインテリアマスターで、ゲストハウスに飾れるインテリアを開発してくれる。
モミジィ
『モンスターハンターポータブル 3rd』に登場。語尾は「ごニャる」。オトモアイルーの武器と防具の製造を担当。
ニャン次郎
『モンスターハンターポータブル 3rd』および『モンハン日記 ぽかぽかアイルー村G』、『アイルーでパズルー』、『モンハン日記 ぽかぽかアイルー村DX』に登場。通称「転がしニャン次郎」。クエスト中にハンターから預かった荷物を自宅まで運んでくれるメラルーである。
剣ニャン丸
『モンスターハンター3G』に登場。交易船の船長の弟子で、モガの村とタンジアの港の移動と連絡を担当。船長の服装や口調（語尾が「ゼヨ」）を真似ている。
郵便屋さん
『モンスターハンター3G』および『モンスターハンター4』、『モンスターハンター4G』、『モンハン日記 ぽかぽかアイルー村DX』に登場。クルペッコをあしらった赤い帽子をかぶっており、タンジアの港ではすれちがい通信を、アイルー村では受信したお届け物の管理やこもれびの巣の発見を担当する。言葉が拙く、台詞に漢字がほとんど無い。リンゴが好物。
メインオトモ / 筆頭オトモ
『モンスターハンター4』および『モンスターハンター4G』に登場。主人公の所属することとなる「我らの団」の一員であるアイルーのハンター。メインのオトモとなるアイルーで、名前はプレイヤーが命名する。元々は、一時期我らの団に所属していたハンターズギルドの「筆頭ハンター」の一員である「筆頭ランサー」のオトモであり、現在でもランサーを師と仰いでいる。『モンハン日記 ぽかぽかアイルー村DX』には銅像が建つ。
屋台の料理長
『モンスターハンター4』および『モンスターハンター4G』に登場。砂漠の交易都市バルバレで屋台をしていた料理人で、「我らの団」がバルバレに滞在していた際に一団へ加入する。普段はチャーハンを作っており、主人公たちに出す料理を見ると中華料理（に相当する劇中世界での料理）が得意の模様。語尾に「ニャル」と付けて喋るのが特徴。賭け事好きだが腕前はそれほどでもない。
管理人さん
『モンハン日記 ぽかぽかアイルー村』、『モンハン日記 ぽかぽかアイルー村G』、『モンスターハンター4』、『モンハン日記 ぽかぽかアイルー村DX』に登場。ピンクのエプロンと頭巾を着けた姿をしており、ホウキを持っている。『アイルー村』シリーズでは12日目に村に到着して長屋を管理。祖父はその村の長老である。『モンスターハンター4』ではチコ村の沖にあるぽかぽか島に集まるオトモアイルーたちのために掃除に精を出している。
マイアイルー
『モンハン日記 ぽかぽかアイルー村』、『モンハン日記 ぽかぽかアイルー村G』、『アイルーでパズルー』、『モンハン日記 ぽかぽかアイルー村DX』に登場。同作の主人公であり、プレイヤーの分身。『アイルー村G』からは胸元にリボンを付けられるようになる。『アイルーでパズルー』では役割が異なる。
マニャ
モンスターハンター公式ファンクラブ「モンハン部」のマスコット。『モンスターハンターポータブル 3rd』でもイベント限定配信のオトモアイルーとして登場している。

## キャラクター背景
『モンスターハンター』の初期案は王道ファンタジーを題材としており、アイルーに相当するキャラターとしてゴブリンが存在していた。その後、オリジナリティを出そうと模索する中で恐ろしい形相をしたゴブリンから、かわいらしいアイルーへと変化していった。なお、第1作に登場するハンターアイルーの一体の語尾に「ゴブ」が付くのは、オトモがゴブリンだったころの名残である。

## AIROU FROM THE MONSTER HUNTER
カプコンは2011年3月31日にグッズ特設サイト「AIROU FROM THE MONSTER HUNTER」を正式オープンした。造型は『ぽかぽかアイルー村』シリーズ同様のディフォルメデザイン。
全国のサービスエリアを中心に、ご当地アイルー、ご当地メラルーが発売されているほか、ハローキティやマイメロディといったサンリオキャラクターとのコラボレーションも行われる。
また、モンスターハンターシリーズとタイアップしたグッズではゲーム内のアイルーたちに近い造型のものもある。

### アイルーの仲間たち
アイルー (AIROU)
標準的な茶色い毛並みをしたアイルー。明るく元気で少しドジだが、何ごとにも一生懸命。
メラルー (MERAROU)
黒い毛並と緑色のマフラーが特徴。やんちゃな性格で、ハンターの持ち物を盗むイタズラもする。常にネコピックを持ち歩いており、ハンターに攻撃されても力尽きない。
プーギー (PUGEE)
『モンスターハンター』シリーズに登場する仔豚のような動物。

## アイルーが登場する他のゲーム
- ULTIMATE MARVEL VS. CAPCOM 3
  - サポートカードとして、どんぐりメイルのオトモアイルーとメラルーが登場。また、レイレイの投げる暗器砲の中に『ぽかぽかアイルー村』シリーズのデフォルメアイルーが登場する[16]。
- 太鼓の達人
  - 「モンスターハンターメドレー」の踊り子としてアイルーたちがゲスト出演している[17]。
- メタルギアソリッド ピースウォーカー
  - トレニャーやアイルーがゲスト出演している[18]。
- 鬼武者Soul
  - 『モンスターハンター フロンティアG』からゲスト出演の教官見習ネコと、巨大化した巨大武者アイルーが登場。また、武将を強化する絵札である「武将強化生贄【柳】」にアイルーが描かれている。紹介文では「とある世界で繁栄している生物」と説明されている。
- ストリートファイター×オールカプコン
  - 参戦タイトルに『モンハン日記 ぽかぽかアイルー村』があり、マイアイルーや長老を始めとしたキャラクターが登場。
  - ソーシャルゲーム『みんなと カプコン オールスターズ』にも登場予定だったが、こちらは配信中止となっている[19]。
- パズル&ドラゴンズ
  - 『モンハン商店 アイルーでバザール』とコラボしており、様々な装備のアイルーがモンスターとして登場する。
- オトレンジャー
  - 『モンハン商店 アイルーでバザール』とのコラボイベント「リズムでバザールニャ!」に様々なアイルーが登場。また、『アイルーでバザール』に『オトレンジャー』とのコラボキャラクター「バザール戦隊オトレンニャー」が登場している。
- スーパーマリオメーカー
  - マリオが別のドットキャラクターになる「キャラマリオ」のひとつとしてアイルーが登場する。
- どうぶつの森 ハッピーホームデザイナー
  - アイルーと『モンスターハンター』にちなんだ家具が置かれた「アイルーの家」が登場する。
- 逆転オセロニア
  - アイルーがキャラ駒として登場する他、「アイルーキッチン オセロニア出張店」が登場する。
- TEPPEN
  - カプコンの各キャラクターが異世界で戦うという設定で、主要登場人物（ヒーロー）として登場[20]。

## 関連書籍
- e-MOOK アイルー（宝島社、ISBN 9784796687690）
  - 2011年11月25日発売。アイルー村のストリートスナップやグッズを紹介したキャラクタームック。付録はミニトートバッグと立体アイルーチャーム。
- モンスターハンター アイルーファンブック（株式会社カプコン、ISBN 9784862333575）
  - 2012年7月19日発売。漫画や小説の他、『アイルーでパズルー』や『モンスターハンターポータブル 3rd』オトモアイルーの全キャラクター紹介、ご当地アイルー一覧を掲載。